# Центральный аэродром имени М. В. Фрунзе

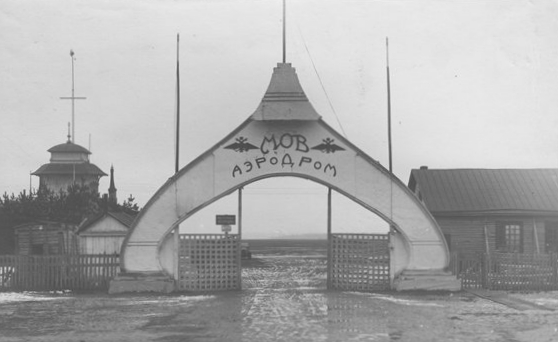
Главный вход аэродрома (1910-е)

Центральный аэродром имени М. В. Фрунзе (в 1923—1927 годах — Центральный аэродром имени Л. Д. Троцкого, также Ходынский аэродром ВВС Московского военного округа) — бывший аэродром в Москве. Располагался на Ходынском поле, откуда получил своё разговорное название — «Ходынка». Закрыт в 2003 году. В честь данного аэродрома названа станция метро Аэропорт Замоскворецкой линии Московского Метрополитена, и район Аэропорт города Москвы.
Использовался как испытательный аэродром экспериментальной авиации и военный аэродром. Здесь располагался первый московский аэропорт. В настоящее время территория отдана под жилую и торговую застройку.

## История
Датой основания аэродрома стало 17 июня 1910 года, когда Общество воздухоплавания объявило о положительном решении штаба Московского военного округа по выделению земли на территории Ходынского поля под лётное поле. Строительство аэродрома велось в основном на пожертвования любителей авиации. Было сооружено лётное поле и шесть небольших ангаров для аэропланов. Официальное открытие состоялось 3 октября 1910 года (по старому стилю) в присутствии военного начальства и многих русских авиаторов. Первый взлёт с аэродрома совершил М. Ф. Сципио дель Кампо.
С 1 мая 1922 года с Центрального аэродрома начали выполняться первые в истории России регулярные международные почтово-пассажирские авиаперелёты по маршруту Москва — Кёнигсберг, организованные советско-германским обществом «Дерулюфт» (в 1925 году воздушная линия была доведена до Берлина). 15 июля 1923 года начались и первые регулярные внутригосударственные пассажирские рейсы Москва — Нижний Новгород. Путь в 420 км преодолевался за 2,5 часа. Полёты выполнялись на четырёхместном моноплане АК-1.
На аэродроме совершали свои полёты выдающиеся русские лётчики П. Н. Нестеров, С. И. Уточкин, В. Коккинаки и В. П. Чкалов.
Приказом Реввоенсовета СССР № 2456 от 3 ноября 1923 года, подписанным Э. М. Склянским, Центральному аэродрому было присвоено имя Л. Д. Троцкого.
21 сентября 1920 года Приказом Реввоенсовета № 1903 здесь был создан научно-опытный аэродром (НОА) Главвоздухфлота республики — первая в стране исследовательская и испытательная в сфере военной авиационной техники. 24 октября 1924 года НОА при ГУ РККВФ преобразован в Научно-Опытный аэродром ВВС СССР. В связи с возросшим объёмом работ 26 октября 1926 года Опытный аэродром преобразован в Научно-испытательный институт ВВС РККА. В 1932 году НИИ ВВС (ныне это ГЛИЦ ВВС) был перебазирован на аэродром Чкаловский вблизи города Щёлково Московской области.
В ноябре 1931 года на Центральном аэродроме было открыто первое в СССР здание аэровокзала. В 1936—1937 годах аэродром реконструирован, была построена бетонная взлётно-посадочная полоса (в период реконструкции авиарейсы выполнялись из нового московского аэропорта Быково, а все испытательные полёты проводились с аэродрома НКТП в посёлке Подлипки). В 1938 году к аэропорту была подведена линия метро с одноимённой станцией.
Вблизи аэродрома были построены ведущие авиационные ОКБ: Сухого, Микояна, Ильюшина, Яковлева и их авиационные заводы. После Великой Отечественной войны вблизи аэродрома осталось (и находятся здесь до настоящего времени) три авиастроительных предприятия: завод № 30 (ныне Производственный центр им. П. А. Воронина РСК «МиГ»), завод № 51 (ныне ОАО «Компания „Сухой“»), завод № 240 (ныне Авиационный комплекс имени С. В. Ильюшина). До начала 1930-х годов вблизи аэродрома располагались ангары государственного авиационного завода № 1 (до революции «Дукс»), затем сам завод был переведён на свою историческую  территорию, а в бывших его цехах был сформирован авиационный завод № 39 им. Менжинского, позднее-завод Знамя Труда (МиГ).
В 1947—1948 годах большая часть авиарейсов была переведена с Центрального аэродрома в аэропорты Быково и Внуково (кроме того, во второй половине 1940-х годов регулярные почтово-пассажирские и грузо-пассажирские авиарейсы выполнялись с аэродромов Остафьево и Люберцы (Жулебино)); с тех пор и на все последующие десятилетия основным назначением Центрального аэродрома стали испытания новых самолётов.
Наиболее активным эксплуатантом аэродрома был завод № 30. В 1950-е годы на аэродроме испытывались производимые заводом пассажирские самолёты Ил-12, Ил-14, бомбардировщики Ил-28 (при этом чаще всего использовался магнитный курс взлёта и посадки 345°). С 1959 по 1978 годы на аэродроме испытывались выпускаемые заводом пассажирские самолёты Ил-18 и созданные на их базе военные самолёты Ил-20, Ил-22, Ил-38 (при этом использовались магнитные курсы взлёта и посадки 093 и 273°).
С 1960 по 1971 годы на аэродроме функционировала «Центральная вертолётная станция»: отсюда выполнялись по расписанию пассажирские рейсы вертолётов Ми-4П и Ми-8 в аэропорты Внуково, Домодедово и Шереметьево.
В 1971 году на аэродроме испытывали самолёт Ил-76, а в 1976 году — Ил-86, при этом взлёт осуществлялся с магнитным курсом 273° (в сторону улицы Куусинена), а посадка с курсом 093°. С конца 1970-х, оказавшись в центре стремительно разраставшегося города, аэродром утратил своё значение, интенсивность полётов стала неуклонно снижаться. Тем не менее, в начале 1990-х здесь проводились испытания самолётов Ил-96-300 и Ил-114.
С середины 1990-х годов по 2001 год территория аэродрома использовалась для проведения автоспортивных соревнований, в том числе чемпионата России по кольцевым автогонкам.

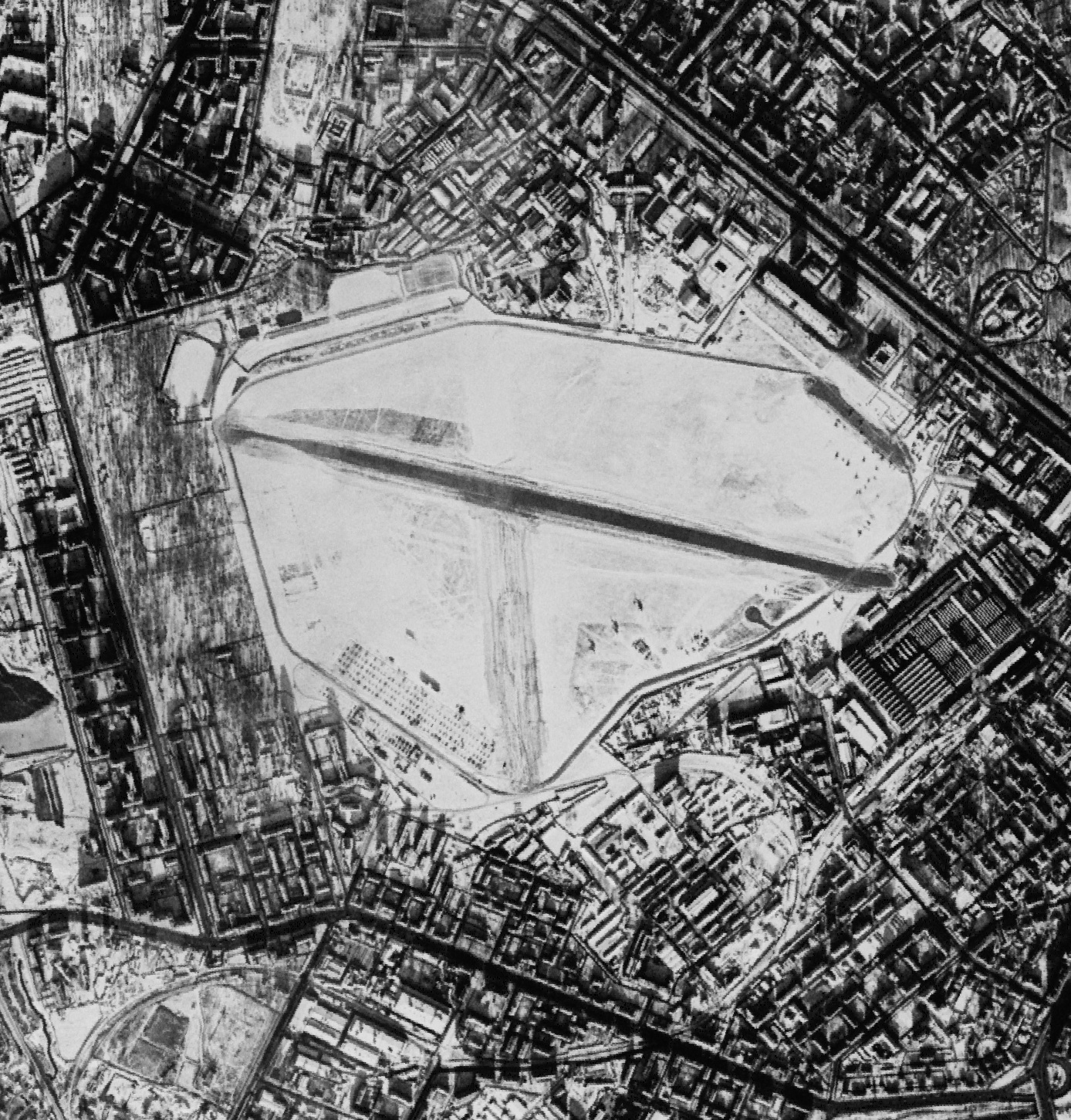
Аэродром на космическом снимке Corona 1968 года
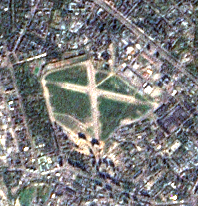
Аэродром на космическом снимке 2000 года
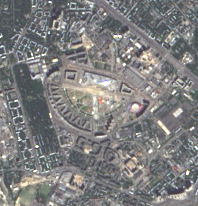
Бывший аэродром на космическом снимке 2019 года

Последний самолёт взлетел отсюда 3 июля 2003 года, это был противолодочный Ил-38 SD для ВМС Индии. В 2003 году аэродром был закрыт и исключён из «Перечня аэродромов совместного базирования РФ», на остатках взлётно-посадочной полосы и рулёжных дорожек были оставлены списанные самолёты и вертолёты. На этом месте планировалось организовать «Музей авиации на Ходынском поле». Вместо этого почти не охраняемая экспозиция будущего музея со временем превратилась в авиакладбище. С января 2012 года начался вывоз некоторых самолётов на реставрацию в музей Вадима Задорожного.

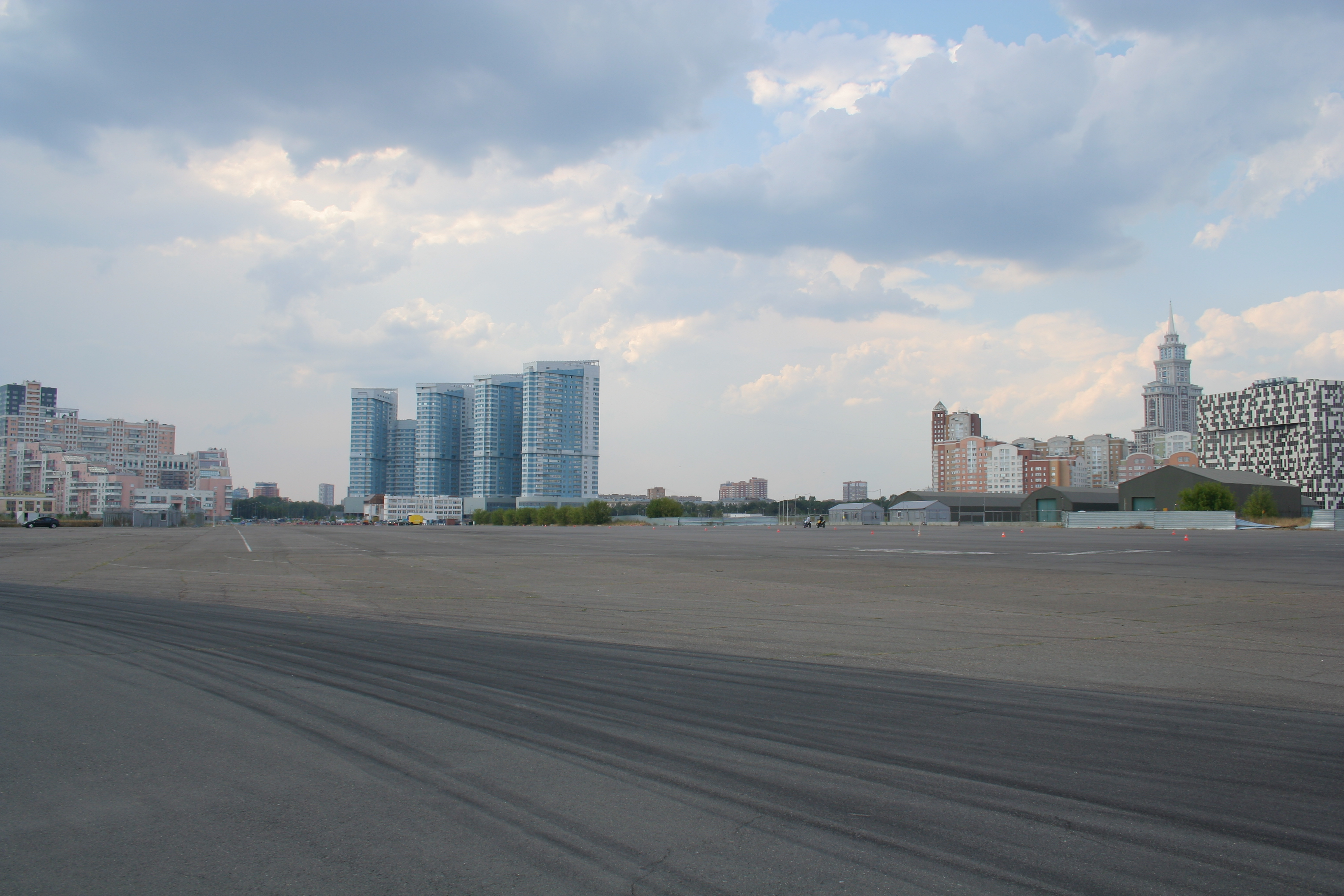
Бывшее лётное поле аэродрома (2010)

По состоянию на начало 2020 года на бывшей территории аэродрома находятся жилые дома, торгово-развлекательный центр «Авиапарк», станция метро ЦСКА, парк «Ходынское поле».